# Nacional Futebol Clube (Manaus)
Pour les articles homonymes, voir Nacional Futebol Clube.
Le Nacional Futebol Clube est un club de football brésilien fondé en 1913 et basé à Manaus. Le club de l'État de l'Amazonas est présidé par Evandro Paes de Farias. Le Nacional Futebol Clube évolue actuellement en Série C.

## Stade
Le club partage ses matchs à domicile entre l'Arena Amazônia et le Stade municipal Carlos Zamith.

## Palmarès
- Championnat de l'État de l'Amazonas (43)
  - 1916, 1917, 1918, 1919, 1920, 1922, 1923, 1933, 1936, 1937, 1939, 1941, 1942, 1945, 1946, 1950, 1957, 1963, 1964, 1968, 1969, 1972, 1974, 1976, 1977, 1978, 1979, 1980, 1981, 1983, 1984, 1985, 1986, 1991, 1995, 1996, 2000, 2002, 2003, 2007, 2012, 2014, 2015

## Grands joueurs
- Toninho Cerezo
- Paulo César Arruda Parente

## Groupes de supporters
- Torcida Organizadas do Nacional
- Torcida Organizada Narraça
- Torcida Organizada Leões da Amazônia
- Torcida Organizada Naça Gol
- Torcida Organizada Naçacanagem
- Torcida Organizada Selva Azul